# Dominique Arnaud
Dominique Arnaud (Tarnos, 19 september 1955 – Dax, 20 juli 2016) was een Frans wielrenner. Hij was beroepsrenner tussen 1980 en 1991 en won in deze periode 21 wedstrijden, waaronder drie etappes in de Ronde van Spanje. Hij reed tien keer de Ronde van Frankrijk uit en maakte in 1985 deel uit van de La Vie Claire-ploeg rond Bernard Hinault die de ploegentijdrit won.
Dominique Arnaud overleed in een ziekenhuis op 60-jarige leeftijd.

## Palmares
1980
Etappe 16A Ronde van Spanje
1982
14e etappe Ronde van Spanje
1983
Grote Prijs van Rennes
Ronde van de Limousin
Maël-Pestivien
1986
Etappe 5A Ronde van Catalonië
1987
16e etappe Ronde van Spanje
3e etappe Ronde van Andalusië
1990
6e etappe Grand Prix du Midi Libre

## Resultaten in voornaamste wedstrijden
| Jaar | Ronde van Italië | Ronde van Frankrijk | Ronde van Spanje |
| ---- | ---------------- | ------------------- | ---------------- |
| 1980 |                  |                     | 54e (1)          |
| 1981 |                  | 24e                 |                  |
| 1982 |                  | 36e                 | 22e (1)          |
| 1983 | 25e              | 26e                 |                  |
| 1984 |                  | 54e                 |                  |
| 1985 | 34e              | 22e                 |                  |
| 1986 |                  | 76e                 |                  |
| 1987 |                  | opgave              | 50e (1)          |
| 1988 | 38e              | 48e                 |                  |
| 1989 |                  | 30e                 | 38e              |
| 1990 |                  | 59e                 |                  |
| 1991 | 33e              | 77e                 |                  |

| Jaar | Milaan-San Remo | Amstel Gold Race | Luik-Bast.‑Luik | Waalse Pijl | Parijs-Tours | Bretagne Classic |  | WK op de weg |
| ---- | --------------- | ---------------- | --------------- | ----------- | ------------ | ---------------- |  | ------------ |
| 1980 |                 |                  |                 |             |              |                  |  |              |
| 1981 |                 |                  |                 |             | 49e          | Zilver           |  | 35e          |
| 1982 |                 |                  |                 |             |              |                  |  |              |
| 1983 |                 |                  |                 |             |              | 6e               |  | 22e          |
| 1984 |                 |                  |                 | 4e          | 98e          |                  |  |              |
| 1985 |                 |                  |                 |             |              |                  |  | 46e          |
| 1986 |                 |                  |                 |             |              |                  |  | 37e          |
| 1987 | 105e            |                  |                 |             |              |                  |  |              |
| 1988 |                 |                  |                 |             |              |                  |  |              |
| 1989 | 60e             |                  | 70e             |             |              |                  |  |              |
| 1990 |                 |                  | 114e            | 11e         |              |                  |  |              |
| 1991 |                 | 108e             |                 |             |              |                  |  |              |

## Ploegen
- 1980-1982: Reynolds
- 1981-1982: Puch-Wolber
- 1982-1983: Wolber
- 1984-1985: La Vie Claire
- 1986-1989: Reynolds
- 1990-1991: Banesto